# Teatre Nacional de Praga
El Teatre Nacional (en txec Národní divadlo), a Praga, és el teatre més famós de la República Txeca. Va tenir i té un paper central com símbol de l'emancipació cultural en els últims cent anys de la història de la nació txeca, especialment en la segona meitat del segle xix, al moment del Renaixement nacional txec.
Avui dia el Teatre Nacional consta de quatre conjunts artístics en els edificis històrics del Teatre Nacional, l'Òpera de l'Estat (Státní opera) i el Teatre dels Estats (Stavovské divadlo). És el domicili de quatre grups permanents que fan drama, òpera i ballet.

## Història

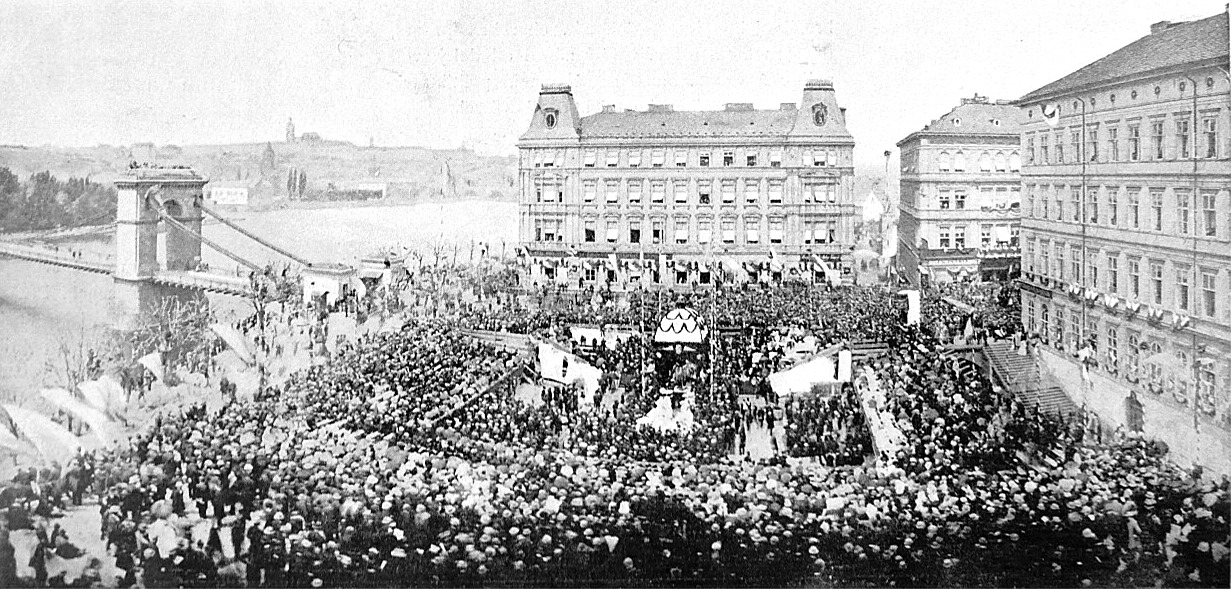
La primera pedra, el 16 de maig de 1868

El Teatre Nacional és una de les més importants institucions culturals txeques. A mitjan segle xix, Praga és la capital dels estats de la corona de Bohèmia, vassall durant un llarg període del Sacre Imperi Romanogermànic i després l'Imperi Austrohongarès, amb les elits germanitzades; és llavors quan es comença a despertar el sentiment nacional txec, que sacseja la ciutat de la seva letargia. El Teatre Nacional és el catalitzador, el símbol i la il·lustració del renaixement de la cultura txeca.

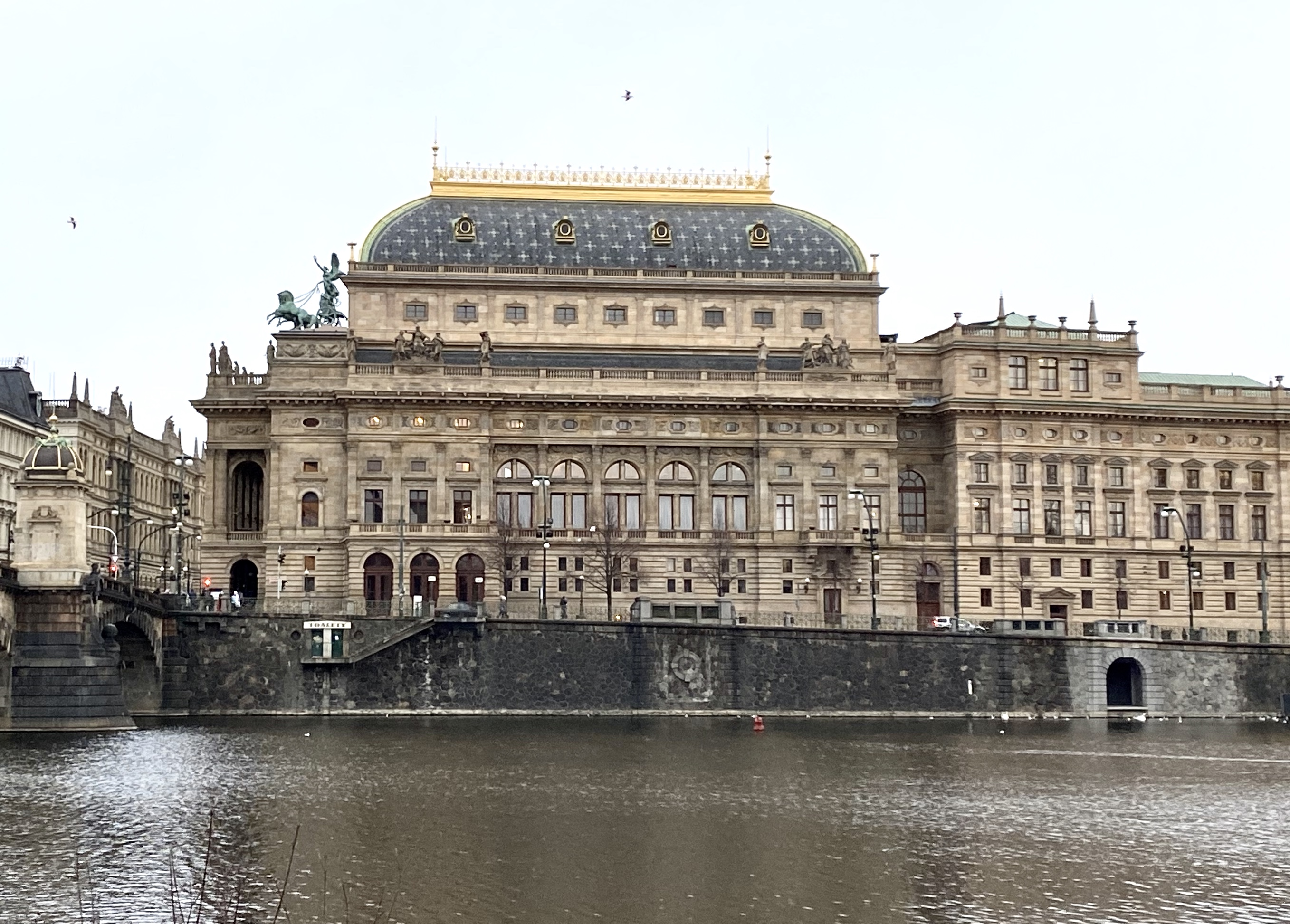
El Teatre Nacional des de Střelecký ostrov

Es va construir per subscripció nacional i la primera pedra va ser col·locada el 16 de maig de 1868, en una cerimònia que, de fet, fou una protesta política i una demanda en contra de la Viena imperial. La idea de construir un teatre havia nascut a la tardor de 1844 en una reunió de patriotes txecs i fou implementada per František Palacky. El 29 de gener de 1845 es va presentar el projecte a l'Assemblea dels Estats de la corona bohèmia, en el qual es requeria «el privilegi de construir, equipar, mantenir i gestionar un teatre independent txec». Aquest privilegi es concedeix l'abril de 1845. Varen passar sis anys abans de la fundació, l'abril de 1851, de la societat per a la creació d'un teatre nacional de Praga, i un any més tard es fer la subscripció pública, amb la compra de terres a la vora del riu Vltava davant per davant del fantàstic Castell de Praga, encara que la forma trapezoidal del solar fos un desafiament per als futurs arquitectes.

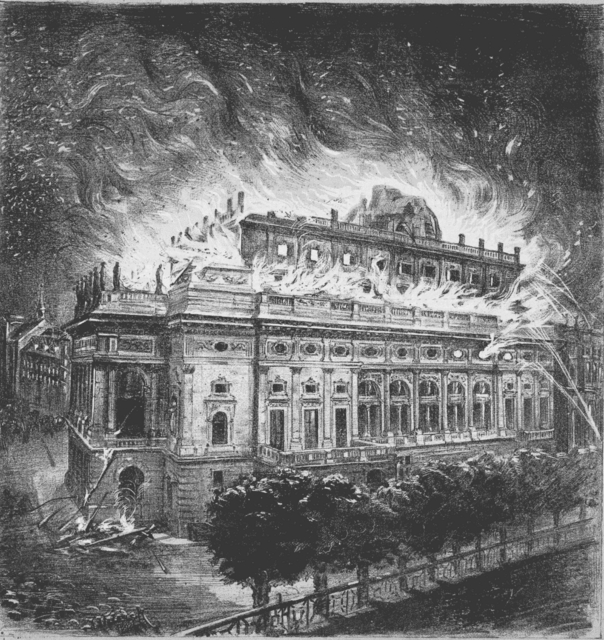
L'incendi del 12 d'agost de 1881

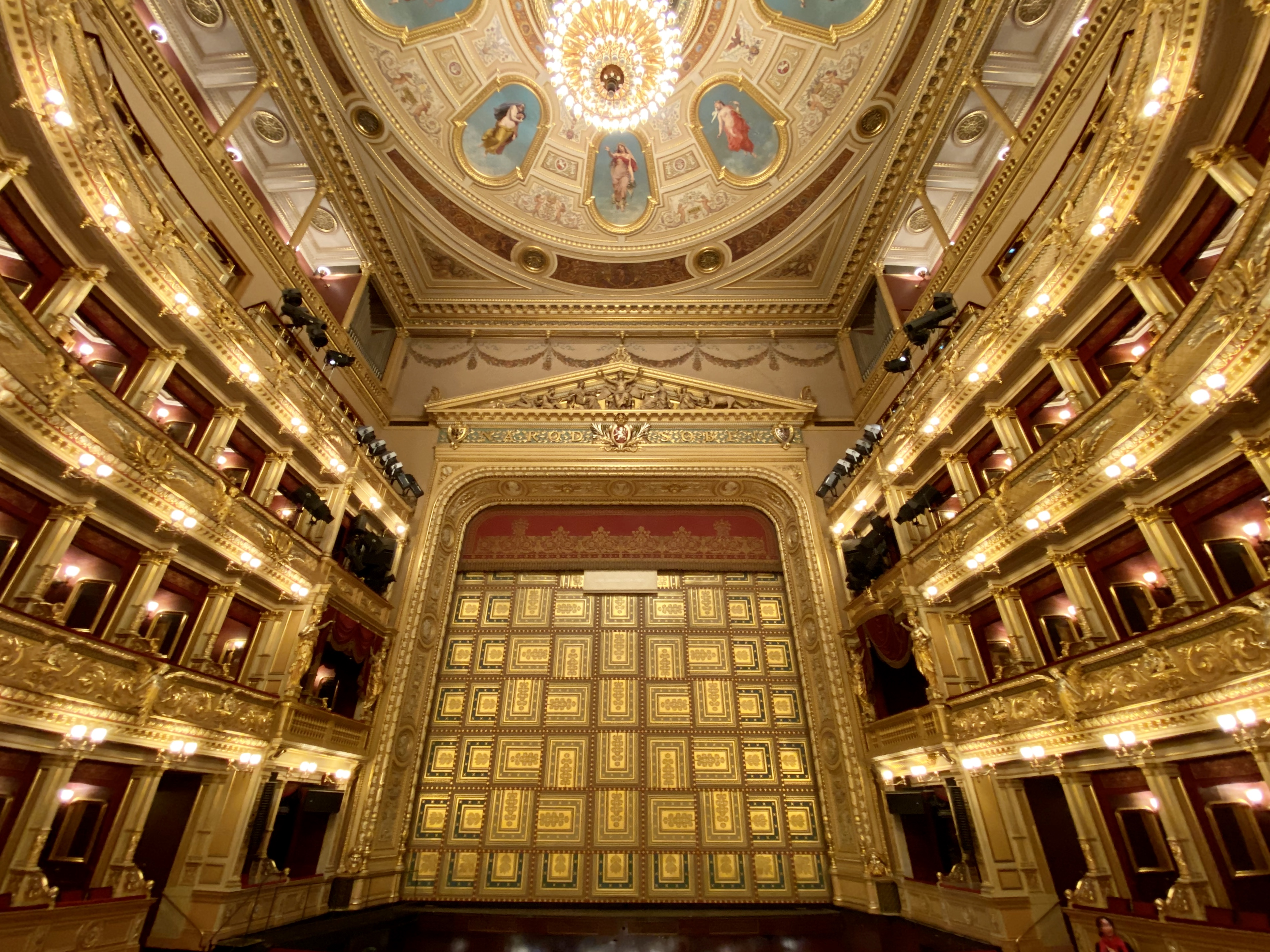
Interior del teatre

El període d'absolutisme que va seguir la Primavera de les Nacions del 1848 va retardar temporalment el projecte: sota la direcció de F.L. Rieger, al sud de la parcel·la l'arquitecte Vojtěch Ignác Ullmann hi va construir un teatre provisional, que va obrir les portes el 18 de novembre de 1862. Al mateix temps, una nova generació (Sladkovský, Tyrš, Neruda, Hálek) prenia les regnes de l'empresa per a la creació del teatre nacional, amb una nova energia i un pla ambiciós. Després d'un concurs públic, l'arquitecte Josef Zítek, professor de la Universitat Tècnica de Praga, va ser l'encarregat d'elaborar-ne els plans. Les obres van començar el 1867, la primera pedra fou col·locada solemnement el 16 de maig de 1868, els fonaments van concloure el novembre d'aquell mateix any i la construcció principal s'acabà el 1877.
El Teatre Nacional va obrir les portes l'11 de juny de 1881 en honor de la visita de l'arxiduc Rodolf. Es va inaugurar amb l'òpera de Smetana Libuše, composta el 1872. Després d'onze actuacions, el teatre es va tancar per enllestir-ne la decoració. Durant aquests treballs finals es va produir un incendi, el 12 d'agost de 1881. Es veia com un desastre nacional i una onada va sacsejar la societat txeca: en un mes i mig es varen reunir milions de florins per a la reconstrucció, que fou confiada a l'alumne de Zítek, l'arquitecte Josef Schulz, el qual defensà un gran disseny d'integració amb el Teatre Provisional, del nou teatre del qual només en quedava la façana i immoble de pisos pertanyent al dr. Polák, situat darrere del teatre temporal: aquesta fusió dona al teatre una arquitectura sorprenent i composta.
L'edifici tenia un equipament tècnic perfecte per l'època i va servir sense grans modificacions durant gairebé cent anys. L'1 d'abril de 1977 va tancar durant sis anys per una restauració i modernització completa sota la direcció de l'arquitecte Zdeněk Vávra en previsió de les celebracions del centè aniversari de l'obertura del teatre. El 18 de novembre de 1983 va reobrir amb la representació de Libuše d'Smetana.